# شارل إندرلان
شارل إندرلان (بالفرنسية: Charles Enderlin)‏ هو صحفي فرنسي إسرائيلي، متخصص في الشرق الأوسط وإسرائيل، وهو مؤلف لعدد من الكتب حول هذا الموضوع، وهو حصل أعلى وسام في فرنسا، وسام جوقة الشرف، في أغسطس 2009. وقد حاز على اهتمام بعد بث تقرير فرانس 2 حول مقتل محمد الدرة على يد جنود من الجيش الإسرائيلي. والذي كان الحدث الهام في بداية انتفاضة الأقصى.

## روابط خارجية
- شارل إندرلان على موقع IMDb (الإنجليزية)